# Alfonso Thiele
Alphonse Peter "Alfonso" Thiele (5 de abril de 1920 – 15 de julho de 1986) foi um automobilista turco-americano que participou do Grande Prêmio da Itália de 1960 de 1960, pela Scuderia Centro Sud.
Thiele chegou a se inscrever com a Scuderia Sant Ambroeus para o mesmo GP, em 1961, mas acabou desistindo. Depois de sua curta passagem pela F-1, dedicou-se às corridas de turismo até deixar as pistas.
Morreu em Novara, em 15 de julho de 1986.